# The Statler Brothers
The Statler Brothers – amerykański zespół wokalny wykonujący muzykę country oraz gospel, założony pierwotnie jako kwartet w 1955 roku. Początkowo występował lokalnie, a w latach 1964–1972 jako wokaliści wspierający Johnny'ego Casha. Zespół wydał 38 albumów studyjnych, 2 nagrane na żywo oraz 5 kompilacyjnych. Piosenki zespołu czterokrotnie zajmowały 1. miejsce listy Hot Country Songs magazynu Billboard.

## Członkowie zespołu i lata aktywności
- Joe McDorman – głos prowadzący (1955–1960)
- Lew DeWitt – tenor (1955–1982)
- Phil Balsley – baryton (1955–2002)
- Harold Reid – bas (1955–2002)
- Don Reid – głos prowadzący (1960–2002)
- Jimmy Fortune – tenor (1982–2002)

## Nagrody
Zespół zdobył dziewięciokrotnie miano grupy wokalnej roku Country Music Association (1972, 1973, 1974, 1975, 1976, 1977, 1979, 1980 i 1984), trzykrotnie Nagrodę Grammy (1965, 1965 i 1972) oraz trzykrotnie nagrodę American Music Award (1979, 1980 i 1981). 